# Launcelot Edward Kiggell

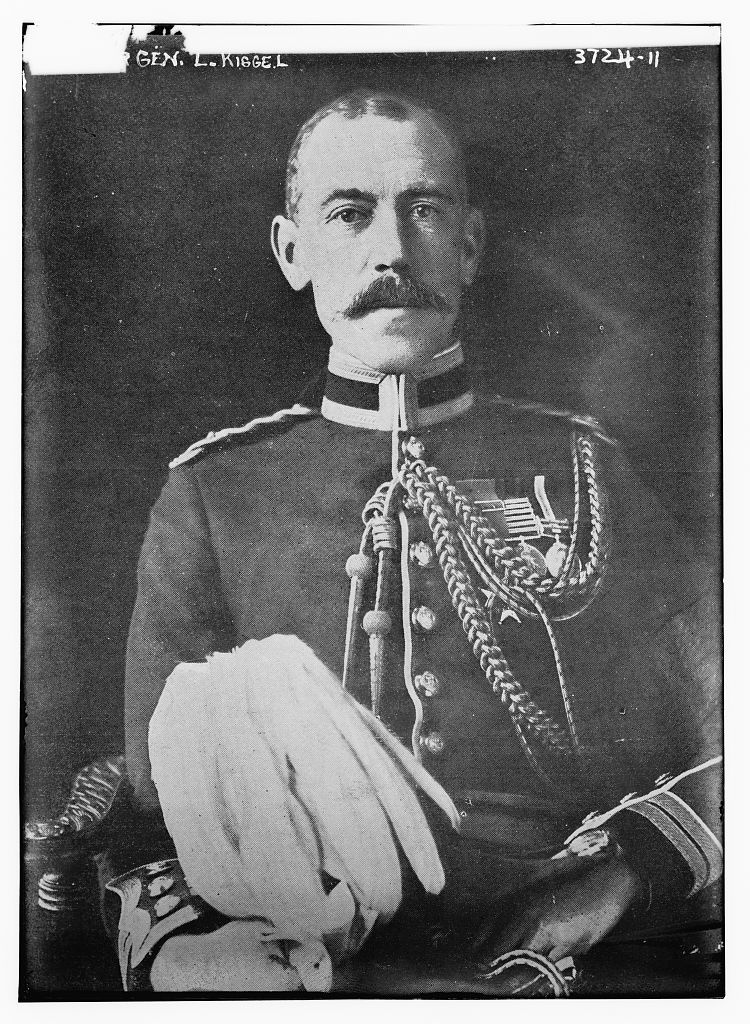
Launcelot Edward Kiggell

Sir Launcelot Edward Kiggell, KCB, KCMG (* 2. Oktober 1862 in Ballingarry, County Limerick; † 23. Februar 1954 in Felixstowe, Suffolk) war ein britischer Offizier, zuletzt Generalleutnant und während des Ersten Weltkriegs von 1915 bis 1917 an der Westfront eingesetzt.

## Leben
Kiggell war Vertrauter von General Sir Douglas Haig und wurde nach einem Jahr als Kommandant des Staff College Camberley 1914 zum Generalmajor befördert.
Er diente bis zum November 1915 im Kriegsministerium und wurde im Dezember durch Haig als Chef des Generalstabes des Expeditionskorps eingesetzt. Kiggell hatte bis dahin keine praktische Führungserfahrung und war ein Befürworteter traditioneller, schematischer Angriffsverfahren. Dies erwies sich im Verlauf der Somme-Schlachten als verhängnisvoll und verlustreich für das britische Expeditionskorps, da Kiggell Haig zur Einhaltung dieser starren Vorgehensweise drängte.
Mittlerweile im Rang eines Generalleutnants, sah sich Kiggell zunehmender Kritik anderer Generalstabsoffiziere ob dieser Vorgehensweise ausgesetzt. Im Spätherbst 1917 besuchte er nach Beendigung der Kämpfe die Front und erlitt einen Nervenzusammenbruch.
Nach seiner Genesung wurde ihm 1918 das Kommando als Lieutenant Governor von Guernsey übertragen.